# 382 v. Chr.
Portal Geschichte | Portal Biografien | Aktuelle Ereignisse | Jahreskalender | Tagesartikel

◄ |
5. Jahrhundert v. Chr. |
4. Jahrhundert v. Chr. |
3. Jahrhundert v. Chr. |
►

◄ | 400er v. Chr. | 390er v. Chr. | 380er v. Chr. | 370er v. Chr. |
360er v. Chr. |
►

◄◄ | ◄ | 385 v. Chr. | 384 v. Chr. | 383 v. Chr. | 382 v. Chr. |
381 v. Chr. |
380 v. Chr. |
379 v. Chr. |
► |
►►

## Ereignisse

### Westliches Mittelmeer
- Spusius Papirius Crassus, Servius Cornelius Maluginensis, Gaius Sulpicius Camerinus, Lucius Papirius Mugillanus, Quintus Servilius Fidenas und Lucius Aemilius Mamercinus werden römische Konsulartribunen.

### Östliches Mittelmeer
- Sparta, das sich als Garant des Königsfriedens sieht, welcher die Autonomie der griechischen Stadtstaaten vorsieht, zieht gegen den im Nordosten Griechenlands bestehenden Chalkidikischen Bund unter Führung Olynths. Die zwei Städte Apollonia Mygdoniorum und Akanthos, deren Eroberung Olynth geplant hatte, hatten Sparta um Hilfe gerufen. Damit beginnt der Erste Olynthische Krieg.
- Spartanische Truppen unter Phoibidas besetzen Kadmeia, die Burg von Theben. Die Stadt hatte dem Chakidikischen Bund seine Unterstützung zugesagt. Die Besatzer schicken die demokratische Partei in die Verbannung und setzen eine Oligarchie ein. Das Vorgehen Spartas ruft in ganz Griechenland Entrüstung hervor und wird als Bruch des Königsfriedens gesehen.

### Kaiserreich China
siehe Hauptartikel Kaiserreich China
- Lu Gong Gong folgt Lu Mu Gong auf den Thron des Staates Lu.

## Geboren
- um 382 v. Chr.: Philipp II., König von Makedonien († 336 v. Chr.)
- um 382 v. Chr.: Antigonos I. Monophthalmos, makedonischer Feldherr und Diadoch († 301 v. Chr.)